# 韋爾米拉
韋爾米拉是哥倫比亞的城鎮，位於該國北部，由安蒂奧基亞省負責管轄，距離首府麥德林62公里，始建於1757年，面積296平方公里，海拔高度2,550米，2005年人口6,196。
6°36′N 75°40′W / 6.600°N 75.667°W